# ONE PIECE 珍獸島之喬巴王國
《ONE PIECE 珍獸島之喬巴王國》是於2002年上映的第3部《ONE PIECE》電影版。

## 劇情
草帽海賊團在航行途中，撿到一張王冠島的地圖，這是一座珍獸棲息的島嶼，他們打聽到王冠島上的“黃金傳說”，決定前往島上一探究竟。一場突如其來的意外，使得喬巴被迫和大夥走散了，而正好島上動物們因老動物王過世而正在尋找下一任動物王，喬巴突然的出現使他在陰錯陽差之下被動物們當成動物王膜拜……
娜美撿到王冠島的地圖，於是草帽海賊團決定前來尋寶，沒想到喬巴意外跟大家失散，而且被島上的動物誤認為天神派來的使者，莫名其妙的成為動物王，並跟島上唯一的小男孩摩邦比結為好友，這時，魯夫等人上岸來找喬巴，卻遇到來找國王寶藏的壞蛋巴特拉和他的手下，為了保護島上的動物，膽小的喬巴挺身而出，雙方展開激戰，到底國王的寶藏是什麼，魯夫他們能否平安脫險呢…

## 登場人物

### 原作人物
草帽海賊團
| 角色名稱        | 配音員   | 配音員 |
| 角色名稱        | 日本     | 臺灣   |
| --------------- | -------- | ------ |
| 蒙其·D·魯夫     | 田中真弓 | 錢欣郁 |
| 羅羅亞·索隆     | 中井和哉 | 宋克軍 |
| 娜美            | 岡村明美 | 許淑嬪 |
| 騙人布          | 山口勝平 | 符爽   |
| 賓什莫克·香吉士 | 平田廣明 | 孫中台 |
| 多尼多尼·喬巴   | 大谷育江 | 錢欣郁 |

### 本作人物

#### 王冠島
摩邦比（Mobambi）
聲優：折笠愛（日本）；許淑嬪（台灣）
住在王冠島上的人類男孩，小時候擔任動物學者的父親被人殺害，受重傷的他漂流到王冠島，由前任動物王麒麟獅撫養長大，一直以為殺父兇手是海賊而非常憎恨海賊，魯夫還曾經把他的名字叫成“蒙布朗”。
鴉助（Karasuke）
聲優：藤田淑子（日本）；錢欣郁（台灣）
摩邦比的朋友，是少數會說人話的動物之一。
鸚鵡（Bald Parrot）
聲優：青野武（日本）；孫中台（台灣）
王冠島上珍獸們的領導者，是少數會說人話的動物之一。

#### 巴特拉一夥
巴特拉伯爵（Count Butler）
聲優：江原正士（日本）；符爽（台灣）
為了尋找“國王寶藏”而來到王冠島的動物學者，迫害島上大量的有角動物，是殺死摩邦比父親的元兇。懸賞金：1,400萬貝里。
熱狗將軍（General Hotdog）
聲優：郷里大輔（日本）；孫中台（台灣）
巴特拉伯爵的部下，自稱「全世界最強的男子」，外號「狂犬熱狗」，和香吉士一樣擅長踢擊，後來被索隆打敗，懸賞金：400萬貝里。
毒蛇總裁（President Heaby）
聲優：關智一（日本）；宋克軍（台灣）
巴特拉伯爵的部下；自稱「全世界最帥的男子」，和索隆一樣擅長劍術，後來被香吉士打敗，懸賞金：420萬貝里。

## 工作人員
- 原作：尾田榮一郎
- 監督：志水淳兒
- 企画：清水慎治
- 脚本：橋本裕志
- 音樂：田中公平
- 人物設計・作畫監督：小泉昇
- 美術監督：吉池隆司

## 音樂

作詞・作曲：DASEIN / 編曲：樫原伸彦 / 歌：DASEIN

## 夢幻足球王
附錄於本作的特別短篇動畫。故事描述為了爭奪大航道杯足球總冠軍，草帽海賊團和壞蛋軍團展開一場足球大戰，雙方僵持不下，進入PK賽，最後靠著香吉士大腳一踢贏得冠軍。
配音（除去草帽一行人）
| 角色名稱    | 配音員                    | 配音員 |
| 角色名稱    | 日本                      | 臺灣   |
| ----------- | ------------------------- | ------ |
| 薇薇        | 渡邊美佐                  | 錢欣郁 |
| 傑克斯      | 矢尾一樹                  | 宋克軍 |
| Mr.2馮·克雷 | 矢尾一樹                  | 符爽   |
| 克比        | 土井美加                  | 符爽   |
| 貝魯梅伯    | 永野廣一                  | 宋克軍 |
| 小丑巴其    | 千葉繁                    | 孫中台 |
| 實況轉播員  | 佐野瑞樹                  | 宋克軍 |
| 尾田一      | 尾田榮一郎 （原作者本人） | 符爽   |